# أنور كبيبش
أنور كبيبش (بالفرنسية: Anouar Kbibech)‏ هو مهندس فرنسي من أصول مغربية، يترأس تجمع مسلمي فرنسا منذ عام 2013، ثم أصبح بعدها رئيساً للمجلس الفرنسي للديانة الإسلامية في 30 يونيو 2015. عُرِف بدعوته السلطات الفرنسية لدعم المؤسسات الإسلامية الرسمية لبناء المساجد وتدريب الأئمة من أجل نشر الإسلام المعتدل.

## سيرته الذاتية
وُلد أنور كبيبش بتاريخ 28 أغسطس 1961 في مدينة مكناس (المغرب)، بعدها هاجر إلى فرنسا عام 1980 قصد استكمال دراسته هناك، حيث تخرج من المدرسة الوطنية للجسور والطرق، وهو معهد فرنسي شهير لتخريج المهندسين. وفضلاً عن دراسته الأكاديمية، فقد اجتذبه العمل الجمعوي. اشتغل خبيراً فنياً في قطاع الاتصالات، وترأس تجمع مسلمي فرنسا منذ 2013. وفي إطار التناوب على رئاسة المجلس الفرنسي للديانة الإسلامية، فقد شغل المنصب في 30 يونيو 2015 خلفاً لدليل بوبكر. وقد أكد على إعطاء انطلاقة جديدة للمجلس فيما يتعلق بالشرائع الإسلامية للجالية المسلمة في فرنسا وكالذبح الحلال وتكوين الأئمة وبناء المساجد. كما أنه دعا إلى مراجعة قانون علمانية فرنسا الذي صدر عام 1905 والذي تُمنع الدولة بموجبه من تمويل المؤسسات الدينية.

## الأوسمة
حصل أنور كبيبش على وسام الاستحقاق الوطني عام 2014. كما مُنج جائزة غاليلو للسلام في إيطاليا عام 2016.